# Aprostocetus aeneoculex
Aprostocetus aeneoculex är en stekelart som först beskrevs av Girault 1927.  Aprostocetus aeneoculex ingår i släktet Aprostocetus och familjen finglanssteklar. Inga underarter finns listade i Catalogue of Life.